# Bukata
Bukata (właściwie Buq'ata; hebr.: בוקעאתא; arab. بقعاتة) – samorząd lokalny położony w Dystrykcie Północnym, w Izraelu.
Miasteczko leży w północnej części Wzgórz Golan pomiędzy górami Hermonit i Warda.

## Historia
Osada została założona około 1880 przez mieszkańców Madżdal Szams. W 1888 została zniszczona podczas starć rywalizujących ze sobą klanów druzyjskich, i ponownie zniszczona  podczas rewolty Druzów w 1925.
Podczas wojny sześciodniowej w 1967 osadę zajęły wojska izraelskie.

## Demografia
Zgodnie z danymi Izraelskiego Centrum Danych Statystycznych w 2006 roku w osadzie żyło 5,6 tys. mieszkańców, wszyscy Druzowie.
Populacja osady pod względem wieku (dane z 2006):
| Wiek (w latach) | Procent populacji w % |
| --------------- | --------------------- |
| 0-4             | 10,8%                 |
| 5-9             | 11,5%                 |
| 10-14           | 10,7%                 |
| 15-19           | 9,4%                  |
| 20-29           | 17,4%                 |
| 30-44           | 22,9%                 |
| 45-59           | 11,2%                 |
| ponad 60        | 6,1%                  |

Źródło danych: Central Bureau of Statistics.